# Steve Phillips
Steve Phillips (Londra, 18 febbraio 1948) è un cantautore e musicista britannico, noto soprattutto per aver fondato il supergruppo alternative country The Notting Hillbillies insieme a Mark Knopfler, Brendan Croker e Guy Fletcher.

## Discografia
- 1987 – The Best of Steve Phillips
- 1990 – Steel-Rail Blues
- 1990 – Missing...Presumed Having a Good Time (The Notting Hillbillies)
- 1995 – Been a Long Time Gone
- 1996 – Just Pickin'
- 2000 – Every One a Gem
- 2005 – Solo
- 2008 – Live At The Grosvenor
- 2013 – North Country Blues